# OK Boomer
„OK Boomer“ je „hláška“ a internetový mem, který získal v průběhu roku 2019 velkou popularitu mezi mladší generací a který je používaný k odmítnutí nebo zesměšnění postojů stereotypně připisovaných americké generaci Baby boomers.

## Původ
Mem „OK Boomer“ získal popularitu jako reakce na video, ve kterém si neznámý starší muž stěžuje, že „Generace Y a Generace Z mají syndrom Petra Pana, nikdy nechtějí vyrůst a žijí v utopických iluzích“. Video inspirovalo frázi „OK Boomer“ jako odvetu a kritiku proti ideálům minulých generací, které tak silně utvářely politiku, ekonomiku a životní prostředí.
Používání tohoto výrazu lze vystopovat do roku 2015, kdy se objevilo v imageboardu 4chan, ale častěji se začal v médiích objevovat od ledna 2019. Velkou mediální popularitu získal tento mem na začátku listopadu 2019, kdy o něm bylo publikováno několik článků. Mem asi pochází ze slovního spojení „ok chief“, které se v Americe používá jako ironická reakce na někoho, kdo se nad ostatní povyšuje a uráží je.

## Používání
Fráze „OK Boomer“ je pejorativní odseknutí, které se používá k odmítnutí nebo zesměšnění úzkoprsých, zastaralých, negativně nebo blahosklonně zaměřených postojů starších lidí, zejména generace Baby boomu. Tato hláška je používána jako reakce na odpor vůči technologickým změnám, na popírání změny klimatu, marginalizaci menšin nebo na odpor vůči ideálům mladších generací. Podle Urban Dictionary je výraz používán jako reakce na absolutní hloupost vyřčenou příslušníkem starší generace, kterou ani nemá cenu vyvracet.
Počátkem listopadu 2019 měla videa označená hashtagem #OkBoomer jen v aplikaci TikTok více než 44,6 milionu zhlédnutí.

## Vnímání
Reakce na tento mem jsou smíšené, od postoje, že „nenávist je pochopitelná“, k postoji, že „generace Baby boomers nesmí být obviňována“. Někteří považují tuto hlášku za velmi oprávněnou, jiní ji odmítají. Konzervativní rozhlasový redaktor Bob Lonsberry dokonce uvedl na twitteru slovo „boomer“ jako „rasistické slovo ageismu“; tento tweet později ale smazal. Také podle českých médií je tato hláška „univerzální reakcí mladší generace na poněkud zastaralé názory, ať už se jedná o klimatickou změnu, nebo nové technologie. Mladí ji píšou pod tweety Donalda Trumpa, trapná videa svých rodičů na YouTube anebo třeba pod nelichotivé poznámky o své generaci. ... OK Boomer je ... také výrazem zoufalství a frustrace mladé generace, která nemá v boji o budoucnost lidstva a planety příliš mnoho jiných zbraní, než jsou právě memy nebo internetová ironie." 
V listopadu 2019 napsal Bhaskar Sunkara pro The Guardian příspěvek, ve kterém kritizoval tento mem a uvedl, že příslušníci Generace baby boomers „potřebují solidaritu“, protože mnoho „starších lidí a důchodců se snaží vůbec jen přežít“; zdůraznil, že „polovina Američanů ve věku 65 let má úspory menší, než 25 000 USD“.

## Medializovaná použití

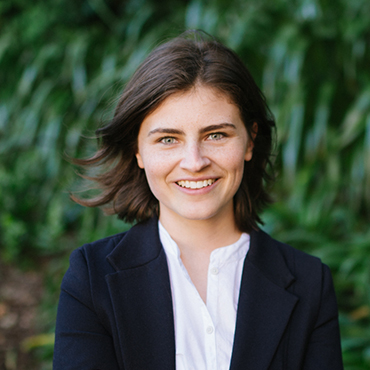
Novozélandská poslankyně Chlöe Swarbrick, která použila mem „OK Boomer“ během svého projevu v parlamentu

Na začátku listopadu 2019 použila tento výraz mladá poslankyně novozélandského parlamentu Chlöe Swarbricková, když během jejího projevu na podporu zákona o změně klimatu, starší poslanec vyjádřil pochyby k jejímu tvrzení, že průměrný věk parlamentu je 49 let. V listopadu 2019 použil zpravodajský server Politico variaci tohoto memu v úvodníku o možné kandidatuře bývalého starosty města New York Michaela Bloomberga na prezidenta Spojených států názvem „OK Bloomberg“.
OK boomer je píseň, kterou napsal a produkoval dvacetiletý vysokoškolský student Johnathan Williams, která byla sdílena na Twitteru v červenci 2019. Píseň obsahuje úryvky textů a on na ně opakovaně reaguje výkřiky „OK Boomer“. 19letý Peter Kuli potom zveřejnil remix písně na SoundCloud, který koloval na v aplikaci TikTok, a posílil tím dále mem, že někteří mladí lidé ho považují za svou hymnu.